# Hôtel Singer
L'hôtel Singer est un hôtel particulier situé à Paris en France, devenu siège de la Société des ingénieurs Arts et Métiers.

## Localisation
Il est situé aux 9 et 9 bis avenue d'Iéna, dans le 16e arrondissement de Paris.

## Histoire
L'hôtel particulier est celui du banquier Louis Singer (1857-1932), fils de Flore Singer et petit-fils de David Singer, et de son épouse Thérèse Stern. 
Depuis 1925, il est le siège de la Société des ingénieurs Arts et Métiers, les Gadzarts. L'inauguration se fait le 21 mai 1926, en présence du président de la République Gaston Doumergue, des ministres Léon Perrier, Paul Jourdain et Paul Bénazet, et du président de la Société Louis Delâge.
D’un grand luxe, il renferme un restaurant ouvert au public.

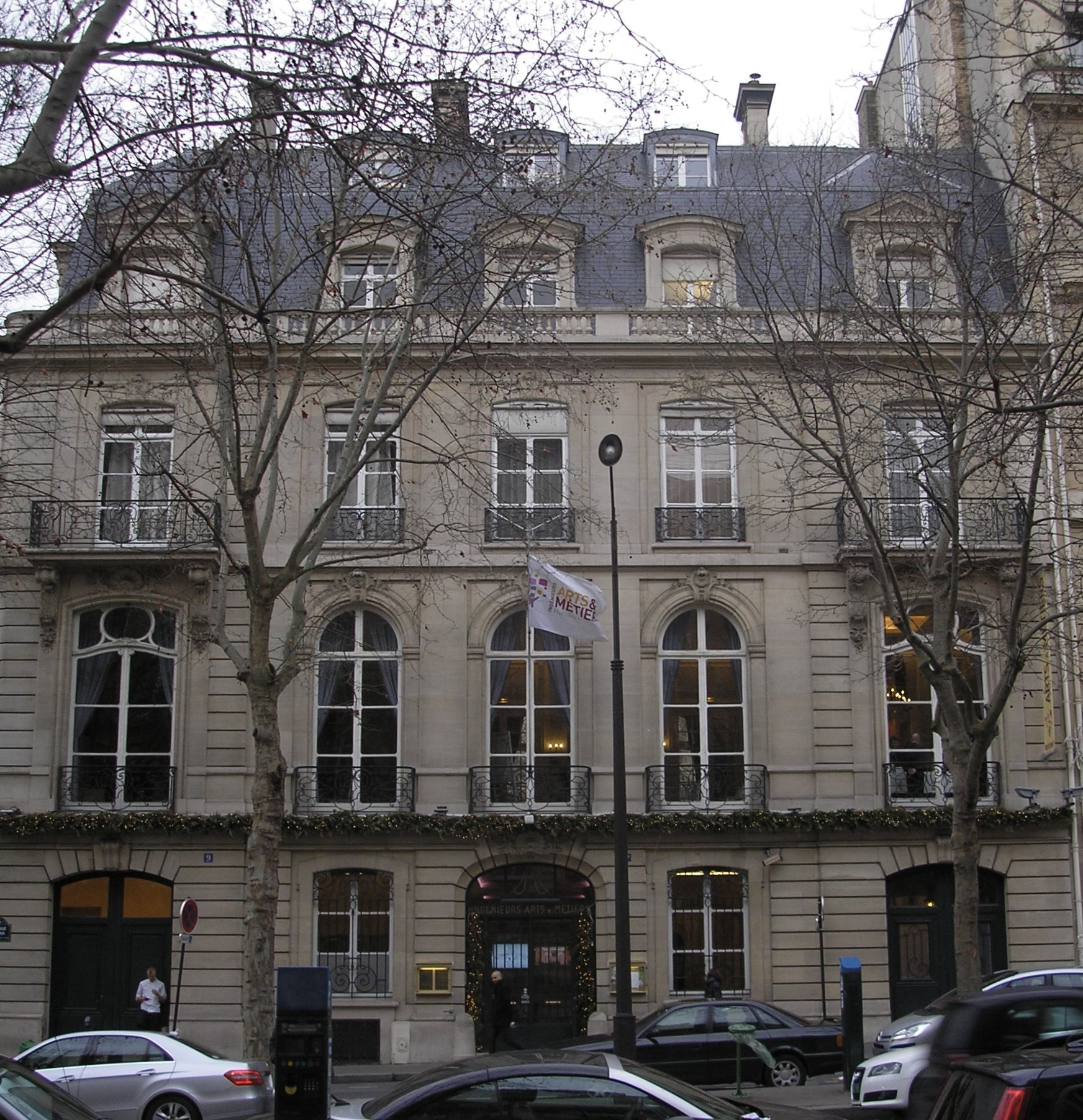
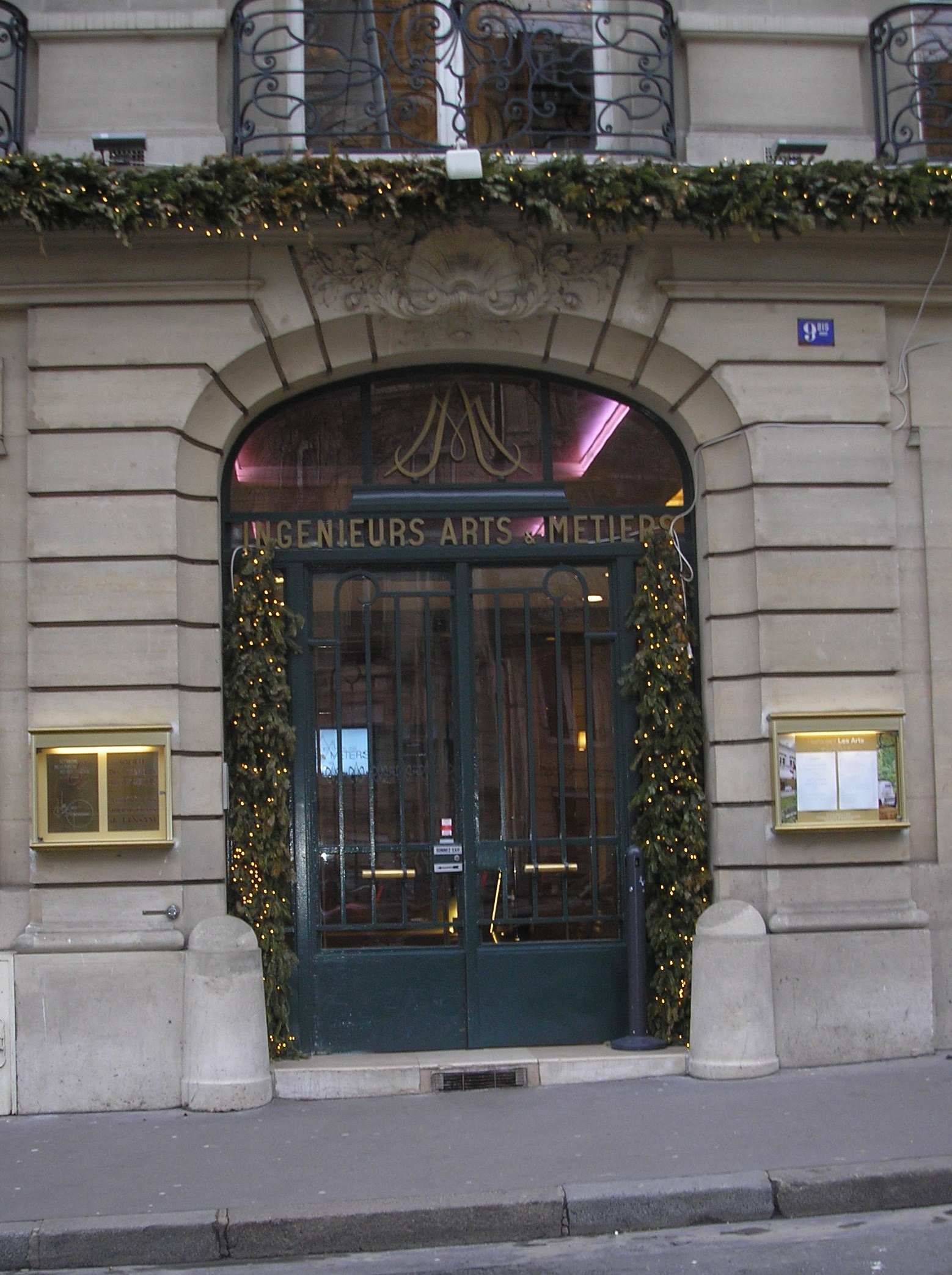
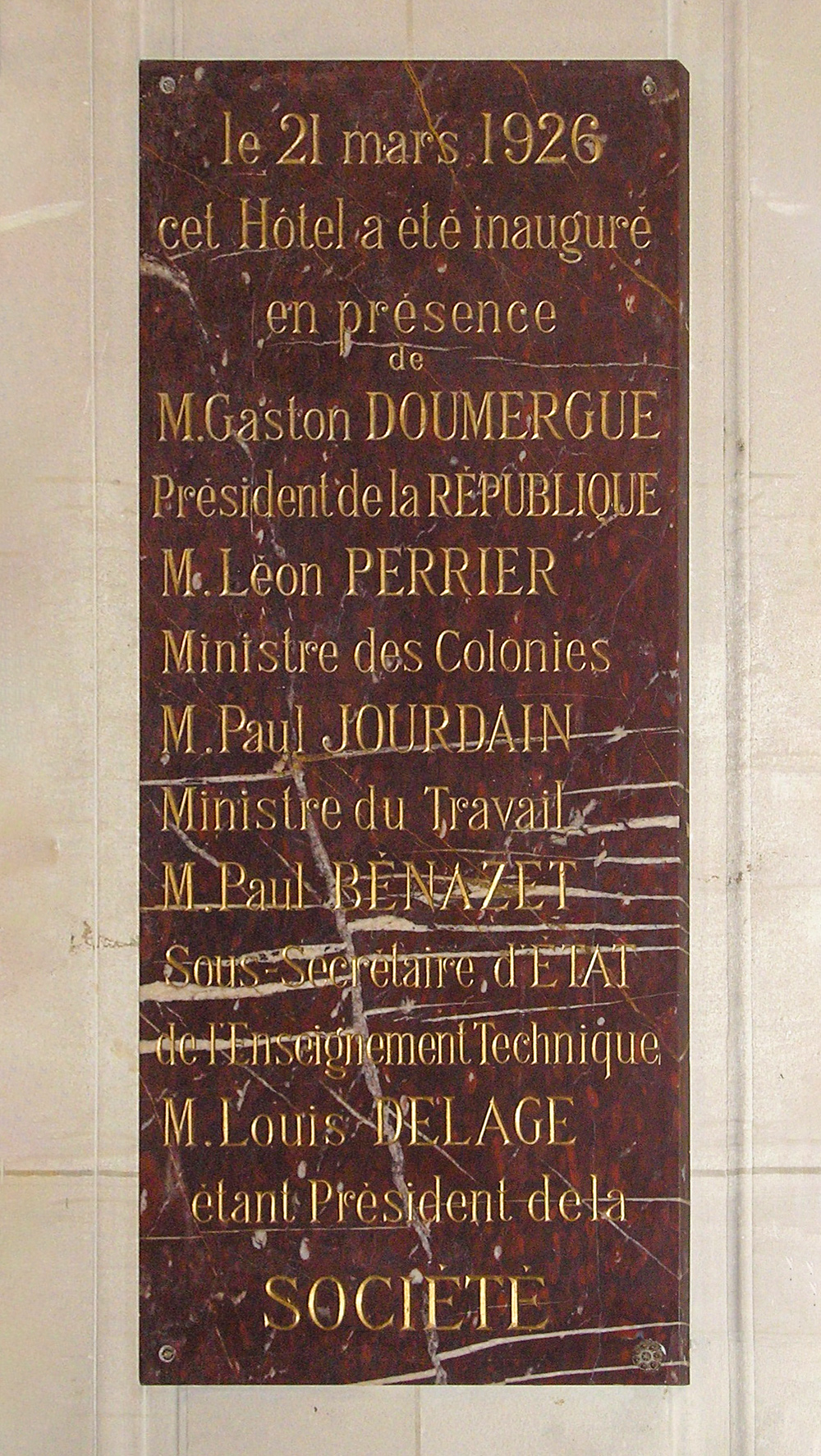
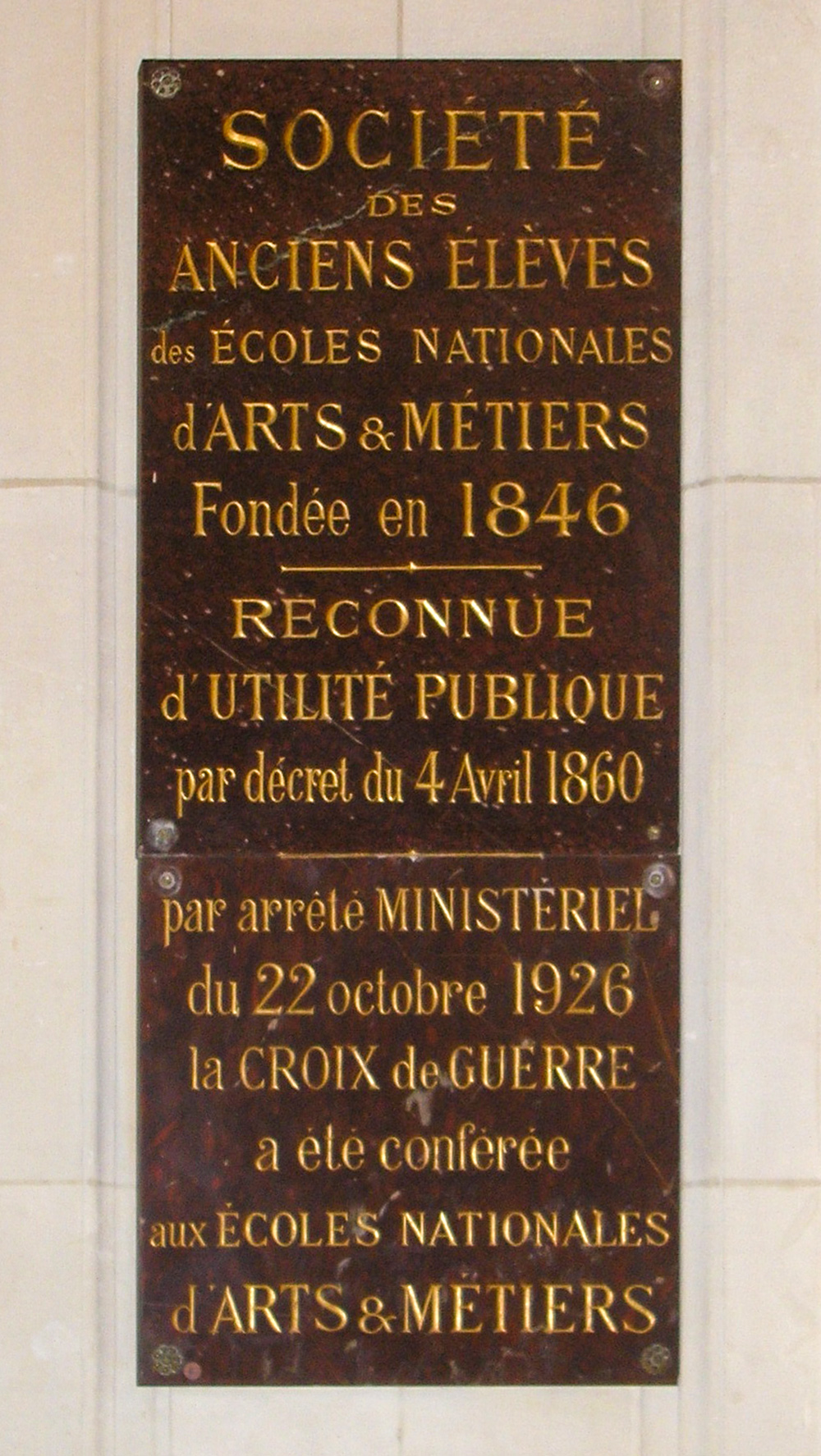
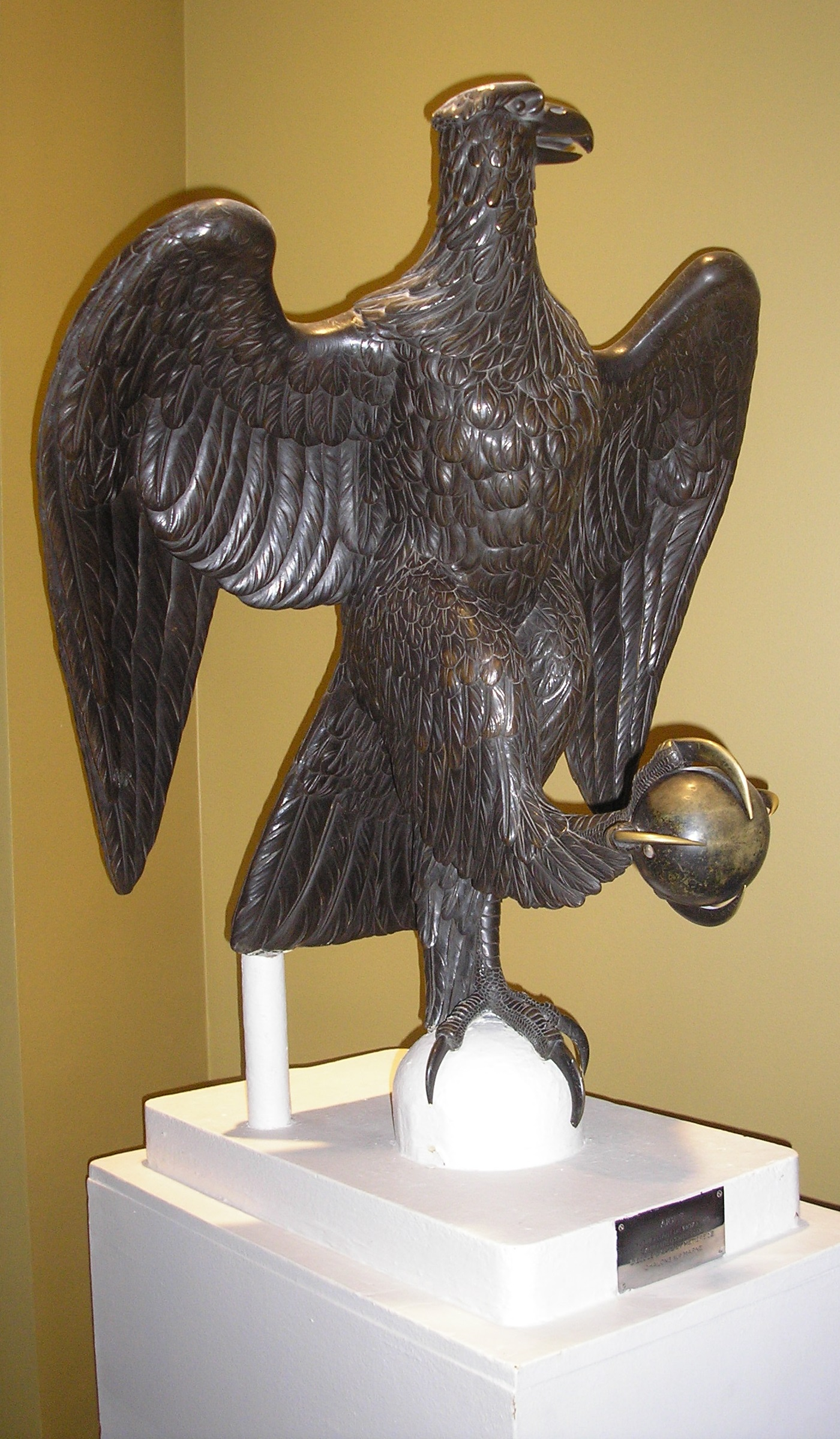
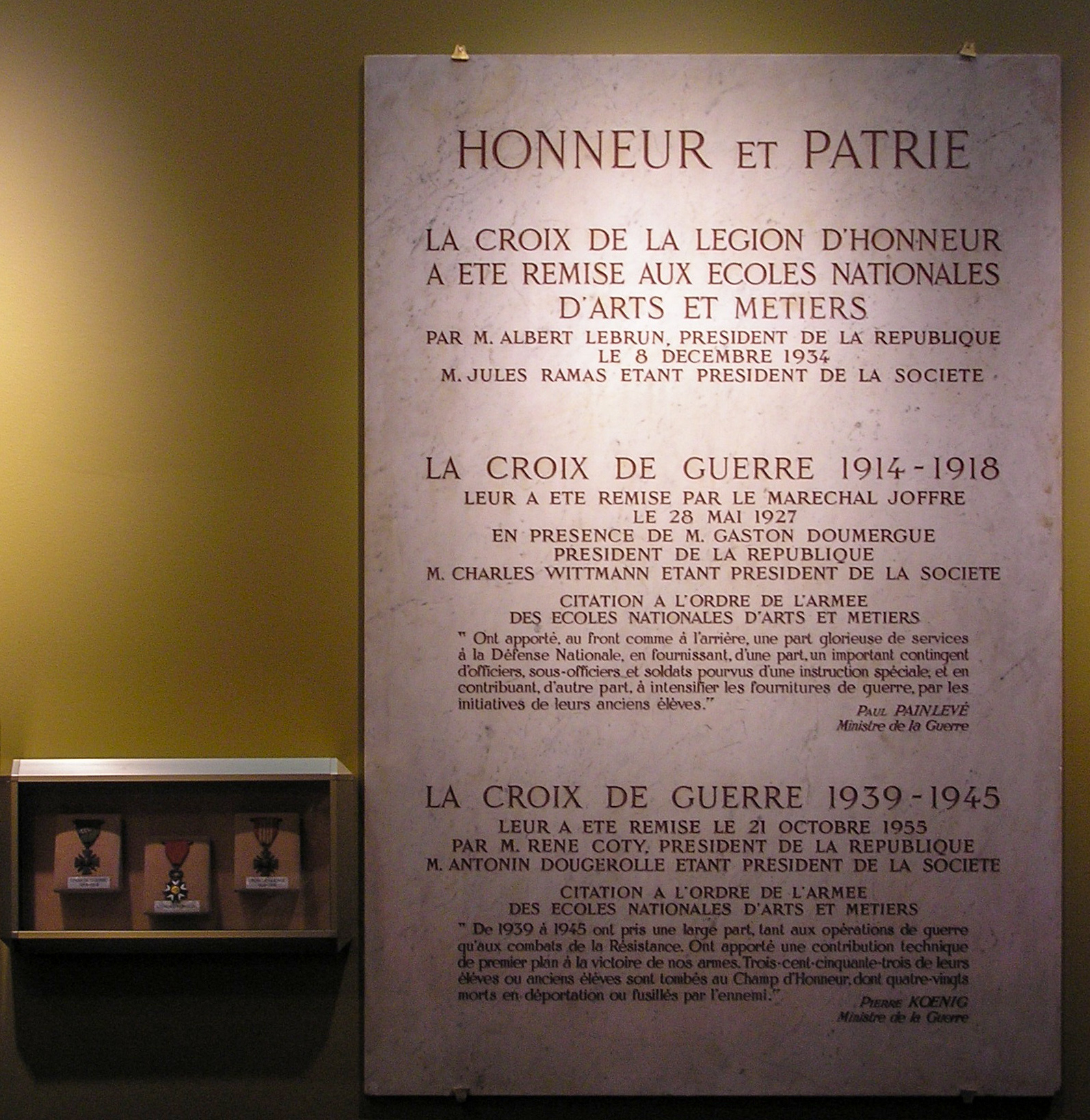

## Sources
- Antoine Compagnon, Connaissez-vous Brunetière ? Enquête sur un antidreyfusard et ses amis, Média Diffusion, 1997